# Albi di W.I.T.C.H.
Quello che segue è l'elenco degli albi della serie del fumetto W.I.T.C.H. edito da The Walt Disney Company Italia.
| Indice 2001 2002 2003 2004 2005 2006 2007 2008 2009 2010 2011 2012 Speciali |

| Legenda serie lunghe | Legenda serie brevi |
| --- | --- |
| I Dodici Portali Il ritorno di Nerissa Il regno di Arkhanta Il potere di Endarno Il mondo nel libro Ragorlang New Power Teach 2b W.I.T.C.H. 100% W.I.T.C.H. Nessuna (albi di transizione) | W.I.T.C.H. Everyday Jensen Dance Academy SMS: Small Magic Secrets V.I.P.S.: Very Important Personal Secrets Daily problems You Witch How to |

## 2001
| N. | Titolo | Titolo                   | Mese di pubblicazione | Soggetto                              | Sceneggiatura                        | Layout                            | Matite                            | Copertina           |
| -- | ------ | ------------------------ | --------------------- | ------------------------------------- | ------------------------------------ | --------------------------------- | --------------------------------- | ------------------- |
| 1  |        | Halloween                | aprile                | Elisabetta Gnone                      | Francesco Artibani, Elisabetta Gnone | Alessandro Barbucci               | Alessandro Barbucci               | Alessandro Barbucci |
| 2  |        | I dodici portali         | maggio                | Elisabetta Gnone e Francesco Artibani | Francesco Artibani                   | Alessandro Barbucci               | Manuela Razzi                     | Alessandro Barbucci |
| 3  |        | L'altra dimensione       | giugno                | Francesco Artibani                    | Francesco Artibani                   | Gianluca Panniello, Daniela Vetro | Gianluca Panniello, Daniela Vetro | Alessandro Barbucci |
| 4  |        | Il potere del fuoco      | luglio                | Bruno Enna                            | Bruno Enna                           | Graziano Barbaro                  | Graziano Barbaro                  | Alessandro Barbucci |
| 5  |        | L'ultima lacrima         | agosto                | Francesco Artibani                    | Francesco Artibani                   | Alessandro Barbucci               | Donald Soffritti                  | Alessandro Barbucci |
| 6  |        | D'illusioni e di bugie   | settembre             | Bruno Enna                            | Bruno Enna                           | Paolo Campinoti                   | Paolo Campinoti                   | Gianluca Panniello  |
| 7  |        | Un giorno lo incontrerai | ottobre               | Francesco Artibani, Paola Mulazzi     | Paola Mulazzi                        | Stefano Turconi                   | Manuela Razzi                     | Gianluca Panniello  |
| 8  |        | Le rose nere di Meridian | novembre              | Francesco Artibani, Giovanna Bo       | Giovanna Bo                          | Alessia Martusciello              | Alessia Martusciello              | Gianluca Panniello  |
| 9  |        | I quattro draghi         | dicembre              | Francesco Artibani, Giulia Conti      | Giulia Conti                         | Federico Bertolucci               | Federico Bertolucci               | Graziano Barbaro    |

## 2002
| N. | Titolo | Titolo                    | Mese di pubblicazione | Soggetto                                                  | Sceneggiatura                                              | Layout                                         | Matite                                         | Copertina                                       |
| -- | ------ | ------------------------- | --------------------- | --------------------------------------------------------- | ---------------------------------------------------------- | ---------------------------------------------- | ---------------------------------------------- | ----------------------------------------------- |
| 10 |        | Un ponte tra due mondi    | gennaio               | Bruno Enna                                                | Bruno Enna                                                 | Ettore Gula                                    | Paolo Campinoti                                | Paolo Campinoti                                 |
| 11 |        | La corona di luce         | febbraio              | Francesco Artibani                                        | Francesco Artibani                                         | Gianluca Panniello                             | Manuela Razzi                                  | Gianluca Panniello                              |
| 12 |        | Per sempre sia            | marzo                 | Francesco Artibani                                        | Francesco Artibani                                         | Donald Soffritti, ha collaborato Daniela Vetro | Donald Soffritti, ha collaborato Daniela Vetro | Donald Soffritti                                |
| 13 |        | So chi sei                | aprile                | Francesco Artibani                                        | Francesco Artibani                                         | Claudio Sciarrone                              | Federico Bertolucci                            | Daniela Vetro                                   |
| 14 |        | Fine di un sogno          | maggio                | Bruno Enna                                                | Bruno Enna                                                 | Daniela Vetro                                  | Daniela Vetro                                  | Daniela Vetro                                   |
| 15 |        | Il coraggio di scegliere  | giugno                | Paola Mulazzi                                             | Paola Mulazzi                                              | Giovanni Rigano                                | Graziano Barbaro                               | Giovanni Rigano, ha collaborato Paolo Campinoti |
| 16 |        | Il sigillo di Nerissa     | luglio                | Francesco Artibani                                        | Francesco Artibani                                         | Alessia Martusciello                           | Alessia Martusciello                           | Alessia Martusciello                            |
| 17 |        | Non chiudere gli occhi    | agosto                | Bruno Enna                                                | Bruno Enna                                                 | Gianluca Panniello                             | Giada Perissinotto                             | Gianluca Panniello                              |
| 18 |        | Frammenti d'estate        | settembre             | Giulia Conti                                              | Giulia Conti                                               | Paolo Campinoti                                | Paolo Campinoti                                | Paolo Campinoti                                 |
| 19 |        | L'altra verità            | ottobre               | Bruno Enna                                                | Bruno Enna                                                 | Manuela Razzi                                  | Manuela Razzi                                  | Manuela Razzi                                   |
| 20 |        | Il soffio dell'odio       | novembre              | Paola Mulazzi                                             | Francesco Artibani, con la collaborazione di Paola Mulazzi | Daniela Vetro                                  | Giada Perissinotto                             | Daniela Vetro                                   |
| 21 |        | Sotto il segno dell'ombra | dicembre              | Giulia Conti, con la collaborazione di Francesco Artibani | Giulia Conti, con la collaborazione di Francesco Artibani  | Federico Bertolucci                            | Federico Bertolucci                            | Daniela Vetro                                   |

## 2003
| N. | Titolo | Titolo                    | Mese di pubblicazione | Soggetto           | Sceneggiatura      | Layout                                               | Matite                                               | Copertina            |
| -- | ------ | ------------------------- | --------------------- | ------------------ | ------------------ | ---------------------------------------------------- | ---------------------------------------------------- | -------------------- |
| 22 |        | Il cuore spezzato         | gennaio               | Bruno Enna         | Bruno Enna         | Alessia Martusciello                                 | Alessia Martusciello                                 | Daniela Vetro        |
| 23 |        | Addio!                    | febbraio              | Francesco Artibani | Francesco Artibani | 1º tempo: Manuela Razzi 2º tempo: Gianluca Panniello | 1º tempo: Manuela Razzi 2º tempo: Gianluca Panniello | Manuela Razzi        |
| 24 |        | Fidati di me              | marzo                 | Paola Mulazzi      | Paola Mulazzi      | Graziano Barbaro                                     | Graziano Barbaro                                     | Daniela Vetro        |
| 25 |        | Ombre d'acqua             | aprile                | Bruno Enna         | Bruno Enna         | Giada Perissinotto                                   | Giada Perissinotto                                   | Giada Perissinotto   |
| 26 |        | Ricatto finale            | maggio                | Francesco Artibani | Francesco Artibani | Alessia Martusciello                                 | Alessia Martusciello                                 | Daniela Vetro        |
| 27 |        | La rinuncia               | giugno                | Giulia Conti       | Giulia Conti       | Federico Bertolucci                                  | Federico Bertolucci                                  | Federico Bertolucci  |
| 28 |        | Così lontane, così vicine | luglio                | Francesco Artibani | Francesco Artibani | Daniela Vetro                                        | Daniela Vetro                                        | Daniela Vetro        |
| 29 |        | Il male minore            | agosto                | Bruno Enna         | Bruno Enna         | Gianluca Panniello                                   | Giada Perissinotto                                   | Gianluca Panniello   |
| 30 |        | Il cammino del vento      | settembre             | Paola Mulazzi      | Paola Mulazzi      | Paolo Campinoti                                      | Paolo Campinoti                                      | Paolo Campinoti      |
| 31 |        | La voce del silenzio      | ottobre               | Francesco Artibani | Francesco Artibani | Manuela Razzi                                        | Manuela Razzi                                        | Manuela Razzi        |
| 32 |        | Il gioco delle parti      | novembre              | Bruno Enna         | Bruno Enna         | Giada Perissinotto                                   | Giada Perissinotto                                   | Giada Perissinotto   |
| 33 |        | Il dono più grande        | dicembre              | Giulia Conti       | Giulia Conti       | Alessia Martusciello                                 | Alessia Martusciello                                 | Alessia Martusciello |

## 2004
| N. | Titolo | Titolo                 | Mese di pubblicazione | Soggetto                           | Sceneggiatura | Layout                                                 | Matite                                                      | Copertina            |
| -- | ------ | ---------------------- | --------------------- | ---------------------------------- | ------------- | ------------------------------------------------------ | ----------------------------------------------------------- | -------------------- |
| 34 |        | Gocce di libertà       | gennaio               | Paola Mulazzi                      | Paola Mulazzi | 1º tempo: Gianluca Panniello 2º tempo: Paolo Campinoti | 1º tempo: Giada Perissinotto 2º tempo: Elisabetta Melaranci | Giada Perissinotto   |
| 35 |        | Vite riflesse          | febbraio              | Bruno Enna                         | Bruno Enna    | Federico Bertolucci                                    | Federico Bertolucci                                         | Federico Bertolucci  |
| 36 |        | Spiriti ribelli        | marzo                 | Francesco Artibani                 | Giulia Conti  | Claudio Sciarrone                                      | Alberto Zanon                                               | Claudio Sciarrone    |
| 37 |        | La disputa             | aprile                | Francesco Artibani e Teresa Radice | Teresa Radice | Anna Merli                                             | Paolo Campinoti                                             | Anna Merli           |
| 38 |        | Il desiderio del cuore | maggio                | Paola Mulazzi                      | Paola Mulazzi | Daniela Vetro                                          | Daniela Vetro                                               | Giada Perissinotto   |
| 39 |        | Battito d'ali          | giugno                | Bruno Enna                         | Bruno Enna    | Alessia Martusciello                                   | Alessia Martusciello                                        | Giada Perissinotto   |
| 40 |        | L'ultimo segreto       | luglio                | Teresa Radice                      | Teresa Radice | Claudio Sciarrone                                      | Alberto Zanon                                               | Giada Perissinotto   |
| 41 |        | Tutta la verità        | agosto                | Teresa Radice                      | Giulia Conti  | Manuela Razzi                                          | Manuela Razzi                                               | Manuela Razzi        |
| 42 |        | Nessuna speranza       | settembre             | Paola Mulazzi                      | Paola Mulazzi | Gianluca Panniello                                     | Elisabetta Melaranci                                        | Elisabetta Melaranci |
| 43 |        | Magia di luce          | ottobre               | Bruno Enna                         | Bruno Enna    | Giada Perissinotto                                     | Giada Perissinotto                                          | Alberto Zanon        |
| 44 |        | Mai più sole           | novembre              | Teresa Radice                      | Teresa Radice | Alessia Martusciello                                   | Alessia Martusciello                                        | Alessia Martusciello |
| 45 |        | Doppio inganno         | dicembre              | Giulia Conti                       | Giulia Conti  | Giada Perissinotto                                     | Monica Catalano                                             | Giada Perissinotto   |

## 2005
| N. | Titolo | Titolo                | Mese di pubblicazione | Soggetto      | Sceneggiatura                  | Layout               | Matite                                                              | Copertina            |
| -- | ------ | --------------------- | --------------------- | ------------- | ------------------------------ | -------------------- | ------------------------------------------------------------------- | -------------------- |
| 46 |        | La forza del coraggio | gennaio               | Paola Mulazzi | Paola Mulazzi, Silvia Gianatti | Manuela Razzi        | Flavia Scuderi                                                      | Manuela Razzi        |
| 47 |        | Sabbie del tempo      | febbraio              | Bruno Enna    | Bruno Enna                     | Paolo Campinoti      | Paolo Campinoti                                                     | Giada Perissinotto   |
| 48 |        | Nuovi orizzonti       | marzo                 | Teresa Radice | Teresa Radice                  | Gianluca Panniello   | Davide Baldoni                                                      | Giada Perissinotto   |
| 49 |        | Tra sogno e realtà    | aprile                | Teresa Radice | Teresa Radice                  | Alberto Zanon        | Alberto Zanon                                                       | Alberto Zanon        |
| 50 |        | Comunque magiche      | maggio                | Bruno Enna    | Bruno Enna                     | Daniela Vetro        | Federico Bertolucci                                                 | Giada Perissinotto   |
| 51 |        | Fuori controllo       | giugno                | Teresa Radice | Teresa Radice                  | Giada Perissinotto   | Giada Perissinotto                                                  | Giada Perissinotto   |
| 52 |        | L'occhio del libro    | luglio                | Bruno Enna    | Bruno Enna                     | Federico Bertolucci  | 1º tempo: Flavia Scuderi, Monica Catalano 2º tempo: Monica Catalano | Giada Perissinotto   |
| 53 |        | Tutta un'altra musica | agosto                | Paola Mulazzi | Teresa Radice                  | Emilio Urbano        | Manuela Razzi                                                       | Alessia Martusciello |
| 54 |        | Ancora un abbraccio   | settembre             | Teresa Radice | Teresa Radice                  | Gianluca Panniello   | Davide Baldoni                                                      | Giada Perissinotto   |
| 55 |        | Il giorno dopo        | ottobre               | Bruno Enna    | Bruno Enna                     | Federico Bertolucci  | Monica Catalano                                                     | Giada Perissinotto   |
| 56 |        | L'enigma              | novembre              | Bruno Enna    | Silvia Gianatti                | Alessia Martusciello | Alessia Martusciello                                                | Giada Perissinotto   |
| 57 |        | L'isola dei ricordi   | dicembre              | Teresa Radice | Teresa Radice                  | Alberto Zanon        | Davide Baldoni                                                      | Alberto Zanon        |

## 2006
| N. | Titolo | Titolo                   | Mese di pubblicazione | Soggetto           | Sceneggiatura      | Layout                                                                             | Matite                                                                             | Copertina           |
| -- | ------ | ------------------------ | --------------------- | ------------------ | ------------------ | ---------------------------------------------------------------------------------- | ---------------------------------------------------------------------------------- | ------------------- |
| 58 |        | Illusioni                | gennaio               | Bruno Enna         | Bruno Enna         | Federico Bertolucci                                                                | Daniela Vetro                                                                      | Alberto Zanon       |
| 59 |        | Le fauci del mondo       | febbraio              | Paola Mulazzi      | Paola Mulazzi      | Antonello Dalena                                                                   | Manuela Razzi                                                                      | Federico Bertolucci |
| 60 |        | Aria e terra             | marzo                 | Bruno Enna         | Bruno Enna         | Alberto Zanon                                                                      | Alessia Martusciello                                                               | Federico Bertolucci |
| 61 |        | Il mondo nel libro       | aprile                | Bruno Enna         | Giulia Conti       | Monica Catalano                                                                    | Davide Baldoni                                                                     | Federico Bertolucci |
| 62 |        | Tra le pagine            | maggio                | Teresa Radice      | Teresa Radice      | Flavia Scuderi                                                                     | Lucia Balletti                                                                     | Alberto Zanon       |
| 63 |        | Arrivi e partenze        | giugno                | Teresa Radice      | Teresa Radice      | Paolo Campinoti                                                                    | Paolo Campinoti                                                                    | Federico Bertolucci |
| 64 |        | L'uomo che urla          | luglio                | Bruno Enna         | Bruno Enna         | Davide Baldoni, Lucia Balletti, Federico Bertolucci, Antonello Dalena, Ettore Gula | Davide Baldoni, Lucia Balletti, Federico Bertolucci, Antonello Dalena, Ettore Gula | Alberto Zanon       |
| 64 |        | Testmania                | luglio                | Stefano Turconi    | Stefano Turconi    | Stefano Turconi                                                                    | Stefano Turconi                                                                    | Alberto Zanon       |
| 65 |        | Solo un fiore            | agosto                | Paola Mulazzi      | Giorgio Ferrari    | Gianluca Panniello                                                                 | Monica Catalano                                                                    | Alberto Zanon       |
| 65 |        | Vendetta ghiacciata      | agosto                | Stefano Turconi    | Stefano Turconi    | Stefano Turconi                                                                    | Stefano Turconi                                                                    | Alberto Zanon       |
| 66 |        | Ricordi riflessi         | settembre             | Teresa Radice      | Teresa Radice      | Ettore Gula                                                                        | Ettore Gula                                                                        | Alberto Zanon       |
| 66 |        | Scambio culturale        | settembre             | Ettore Gula        | Ettore Gula        | Ettore Gula                                                                        | Ettore Gula                                                                        | Alberto Zanon       |
| 67 |        | Dalla tua parte          | ottobre               | Paola Mulazzi      | Paola Mulazzi      | Elisabetta Melaranci                                                               | Flavia Scuderi, Lucia Balletti                                                     | Alberto Zanon       |
| 67 |        | Per sport e per passione | ottobre               | Davide Baldoni     | Davide Baldoni     | Davide Baldoni                                                                     | Davide Baldoni                                                                     | Alberto Zanon       |
| 68 |        | Il lato oscuro           | novembre              | Bruno Enna         | Bruno Enna         | Lucio Leoni                                                                        | Monica Catalano                                                                    | Alberto Zanon       |
| 68 |        | A colpi di danza         | novembre              | Davide Baldoni     | Davide Baldoni     | Davide Baldoni                                                                     | Davide Baldoni                                                                     | Alberto Zanon       |
| 69 |        | Oltre i confini          | dicembre              | Teresa Radice      | Teresa Radice      | Stefano Turconi                                                                    | Stefano Turconi                                                                    | Alberto Zanon       |
| 69 |        | Il regalo perfetto       | dicembre              | Alessandro Ferrari | Alessandro Ferrari | Ettore Gula                                                                        | Ettore Gula                                                                        | Alberto Zanon       |

## 2007
| N. | Titolo | Titolo                            | Mese di pubblicazione | Soggetto           | Sceneggiatura      | Disegni                                             | Copertina          |
| -- | ------ | --------------------------------- | --------------------- | ------------------ | ------------------ | --------------------------------------------------- | ------------------ |
| 70 |        | Silenzio stampa                   | gennaio               | Silvia Gianatti    | Gaja Arrighini     | Alberto Zanon                                       | Alberto Zanon      |
| 70 |        | Lo dicono le stelle               | gennaio               | Valentina Camerini | Valentina Camerini | Monica Catalano                                     | Alberto Zanon      |
| 71 |        | Tracce di paura                   | febbraio              | Alessandro Ferrari | Giorgio Ferrari    | Elisabetta Melaranci                                | Alberto Zanon      |
| 71 |        | Il trucco c'è... (ma non si vede) | febbraio              | Silvia Gianatti    | Silvia Gianatti    | Lucio Leoni                                         | Alberto Zanon      |
| 72 |        | Il raggio verde                   | marzo                 | Paola Mulazzi      | Paola Mulazzi      | Daniela Vetro                                       | Alberto Zanon      |
| 72 |        | Street Dance                      | marzo                 | Teresa Radice      | Teresa Radice      | Stefano Turconi                                     | Alberto Zanon      |
| 73 |        | Il battito nero                   | aprile                | Bruno Enna         | Bruno Enna         | Antonello Dalena (layout), Manuela Razzi (clean up) | Alberto Zanon      |
| 73 |        | Amiche per sport                  | aprile                | Silvia Gianatti    | Silvia Gianatti    | Lucio Leoni                                         | Alberto Zanon      |
| 74 |        | Il cuore della fine               | maggio                | Alessandro Ferrari | Giorgio Ferrari    | Stefano Turconi                                     | Giada Perissinotto |
| 74 |        | Fashion show                      | maggio                | Antonello Dalena   | Antonello Dalena   | Gaja Arrighini                                      | Giada Perissinotto |
| 75 |        | Come eri, ora sei                 | giugno                | Augusto Macchetto  | Augusto Macchetto  | Antonello Dalena (layout), Manuela Razzi (clean up) | Giada Perissinotto |
| 75 |        | Un'accademia speciale             | giugno                |                    |                    | Stefano Turconi                                     | Giada Perissinotto |
| 76 |        | Terra                             | luglio                | Augusto Macchetto  | Augusto Macchetto  | Alberto Zanon (layout), Davide Baldoni (clean up)   | Giada Perissinotto |
| 76 |        | L'idea                            | luglio                | Teresa Radice      | Teresa Radice      | Stefano Turconi                                     | Giada Perissinotto |
| 77 |        | Di tutte le stelle                | agosto                | Alessandro Ferrari | Alessandro Ferrari | Ettore Gula (layout), Giada Perissinotto (clean up) | Paolo Campinoti    |
| 77 |        | Il copione                        | agosto                | Teresa Radice      | Teresa Radice      | Stefano Turconi                                     | Paolo Campinoti    |
| 78 |        | Fuoco                             | settembre             | Augusto Macchetto  | Augusto Macchetto  | Elisabetta Melaranci e Cristina Gorgilli            | Giada Perissinotto |
| 78 |        | Le audizioni                      | settembre             | Teresa Radice      | Teresa Radice      | Stefano Turconi                                     | Giada Perissinotto |
| 79 |        | Acqua                             | ottobre               | Augusto Macchetto  | Augusto Macchetto  | Caterina Giorgetti                                  | Giada Perissinotto |
| 79 |        | Le prove                          | ottobre               | Teresa Radice      | Teresa Radice      | Stefano Turconi                                     | Giada Perissinotto |
| 80 |        | Emozioni                          | novembre              | Augusto Macchetto  | Augusto Macchetto  | Emilio Urbano (layout), Monica Catalano (Clean up)  | Alberto Zanon      |
| 80 |        | La band                           | novembre              | Teresa Radice      | Teresa Radice      | Stefano Turconi                                     | Alberto Zanon      |
| 81 |        | Aria                              | dicembre              | Bruno Enna         | Bruno Enna         | Federica Salfo e Cristina Giorgilli                 | Giada Perissinotto |
| 81 |        | I costumi                         | dicembre              | Teresa Radice      | Teresa Radice      | Stefano Turconi                                     | Giada Perissinotto |

## 2008
| N. | Titolo | Titolo                        | Mese di pubblicazione | Soggetto           | Sceneggiatura      | Layout             | Clean Up            | Copertina            |
| -- | ------ | ----------------------------- | --------------------- | ------------------ | ------------------ | ------------------ | ------------------- | -------------------- |
| 82 |        | Energia                       | gennaio               | Alessandro Ferrari | Alessandro Ferrari | Alberto Zanon      |                     | Giada Perissinotto   |
| 82 |        | Le scenografie                | gennaio               |                    |                    | Stefano Turconi    | Stefano Turconi     | Giada Perissinotto   |
| 83 |        | Ritorno a Kandrakar           | febbraio              | Augusto Macchetto  | Augusto Macchetto  | Ettore Gula        | Giada Perissinotto  | Alessia Martusciello |
| 83 |        | Coreografie                   | febbraio              | Teresa Radice      |                    | Stefano Turconi    | Stefano Turconi     | Alessia Martusciello |
| 84 |        | Movimento unico               | marzo                 | Bruno Enna         | Bruno Enna         | Daniela Vetro      | Federico Bertolucci | Giada Perissinotto   |
| 84 |        | Il blog                       | marzo                 | Teresa Radice      | Teresa Radice      | Stefano Turconi    | Stefano Turconi     | Giada Perissinotto   |
| 85 |        | Io sono voi                   | aprile                | Augusto Macchetto  | Augusto Macchetto  | Flavia Scuderi     |                     | Alberto Zanon        |
| 85 |        | Promozione spettacolo         | aprile                |                    |                    | Stefano Turconi    | Stefano Turconi     | Alberto Zanon        |
| 86 |        | Nel cuore                     | maggio                | Bruno Enna         | Bruno Enna         | Alberto Zanon      | Caterina Giorgetti  | Alberto Zanon        |
| 86 |        | Magic Musical                 | maggio                | Teresa Radice      | Teresa Radice      | Stefano Turconi    | Stefano Turconi     | Alberto Zanon        |
| 87 |        | Una fredda magia              | giugno                | Augusto Macchetto  | Augusto Macchetto  | Alberto Zanon      | Giada Perissinotto  | Alberto Zanon        |
| 87 |        | Commedia degli equivoci       | giugno                | Teresa Radice      | Teresa Radice      | Lucio Leoni        | Lucio Leoni         | Alberto Zanon        |
| 88 |        | Chi tra voi?                  | luglio                | Augusto Macchetto  | Augusto Macchetto  | Antonello Dalena   | Manuela Razzi       | Alberto Zanon        |
| 88 |        | Un regalo a suon di musica    | luglio                | Teresa Radice      | Teresa Radice      | Lucio Leoni        | Lucio Leoni         | Alberto Zanon        |
| 89 |        | La chiave dell'estate         | agosto                | Teresa Radice      | Teresa Radice      | Lucio Leoni        | Flavia Scuderi      | Giada Perissinotto   |
| 89 |        | Una gita su due ruote         | agosto                | Teresa Radice      | Teresa Radice      | Lucio Leoni        | Lucio Leoni         | Giada Perissinotto   |
| 90 |        | Un tuffo al cuore             | settembre             | Bruno Enna         | Bruno Enna         | Alberto Zanon      | Davide Baldoni      | Giada Perissinotto   |
| 90 |        | Un "grattacapo" per Cornelia  | settembre             | Teresa Radice      | Teresa Radice      | Lucio Leoni        | Lucio Leoni         | Giada Perissinotto   |
| 91 |        | Molto di più                  | ottobre               | Augusto Macchetto  | Augusto Macchetto  | Giada Perissinotto | Giada Perissinotto  | Paolo Campinoti      |
| 91 |        | Witch è musica                | ottobre               | Teresa Radice      | Teresa Radice      | Lucio Leoni        | Lucio Leoni         | Paolo Campinoti      |
| 92 |        | Non più soli                  | novembre              | Alessandro Ferrari | Alessandro Ferrari | Danilo Loizedda    | Federica Salfo      | Giada Perissinotto   |
| 92 |        | Pattini magici                | novembre              | Teresa Radice      | Teresa Radice      | Davide Baldoni     | Davide Baldoni      | Giada Perissinotto   |
| 93 |        | Viene da lontano              | dicembre              | Augusto Macchetto  | Augusto Macchetto  | Antonello Dalena   | Manuela Razzi       | Giada Perissinotto   |
| 93 |        | Pigiama party di... Capodanno | dicembre              | Teresa Radice      | Teresa Radice      | Davide Baldoni     | Davide Baldoni      | Giada Perissinotto   |

## 2009
| N.  | Titolo | Titolo                    | Mese di pubblicazione | Soggetto                                      | Sceneggiatura      | Layout                            | Clean Up           | Copertina          |
| --- | ------ | ------------------------- | --------------------- | --------------------------------------------- | ------------------ | --------------------------------- | ------------------ | ------------------ |
| 94  |        | La resa dei conti         | gennaio               | Bruno Enna                                    | Bruno Enna         | Lucio Leoni                       | Lucio Leoni        | Giada Perissinotto |
| 94  |        | Magico shopping           | gennaio               | Augusto Macchetto                             | Augusto Macchetto  | Lucio Leoni                       | Lucio Leoni        | Giada Perissinotto |
| 95  |        | Infinite lacrime          | febbraio              | Augusto Macchetto                             | Alessandro Ferrari | Alberto Zanon                     | Alberto Zanon      | Giada Perissinotto |
| 95  |        | Sospetti... con sorpresa  | febbraio              | Claudio Bisio e Augusto Macchetto             | Augusto Macchetto  | Paolo Campinoti                   | Paolo Campinoti    | Giada Perissinotto |
| 96  |        | Qui sul cuore             | marzo                 | Augusto Macchetto                             | Augusto Macchetto  | Giada Perissinotto                | Davide Baldoni     | Giada Perissinotto |
| 96  |        | Bellissimo!               | marzo                 | Augusto Macchetto                             | Augusto Macchetto  | Lucio Leoni                       | Lucio Leoni        | Giada Perissinotto |
| 97  |        | Sulla magia del mondo     | aprile                | Bruno Enna                                    | Bruno Enna         | Daniela Vetro                     | Daniela Vetro      | Giada Perissinotto |
| 97  |        | Cambio... di programma    | aprile                | Gaja Arrighini                                | Gaja Arrighini     | Lucio Leoni                       | Lucio Leoni        | Giada Perissinotto |
| 98  |        | Dolce, in fondo           | maggio                | Augusto Macchetto                             | Augusto Macchetto  | Paolo Campinoti e Danilo Loizedda | Federica Salfo     | Giada Perissinotto |
| 98  |        | Fuga X 2                  | maggio                | Carlo Pastore                                 | Maria Muzzolini    | Daniela Vetro                     | Daniela Vetro      | Giada Perissinotto |
| 99  |        | Un tuffo nell'aria        | giugno                | Bruno Enna                                    | Bruno Enna         | Lucio Leoni                       | Lucio Leoni        | Giada Perissinotto |
| 99  |        | Ho fatto splash!          | giugno                | Tania Cagnotto                                | Maria Muzzolini    | Giada Perissinotto                | Giada Perissinotto | Giada Perissinotto |
| 100 |        | 100% Witch                | luglio                | Augusto Macchetto                             | Augusto Macchetto  | Giada Perissinotto                | Giada Perissinotto | Giada Perissinotto |
| 100 |        | Presa per i capelli       | luglio                | Marco Carta e Maria Muzzolini                 | Maria Muzzolini    | Lucio Leoni                       | Lucio Leoni        | Giada Perissinotto |
| 101 |        | Stella nascente           | agosto                | Bruno Enna                                    | Bruno Enna         | Elisabetta Melaranci              | Daniela Vetro      | Giada Perissinotto |
| 101 |        | Un regalo... da riciclare | agosto                | Tiziano Ferro e Maria Muzzolini               | Maria Muzzolini    | Alberto Zanon                     | Alberto Zanon      | Giada Perissinotto |
| 102 |        | Il primo giorno           | settembre             | Augusto Macchetto                             | Augusto Macchetto  | Antonello Dalena                  | Manuela Razzi      | Giada Perissinotto |
| 102 |        | Colpo di testa            | settembre             | Laura Esquivel e Maria Muzzolini              | Maria Muzzolini    | Lucio Leoni                       | Lucio Leoni        | Giada Perissinotto |
| 103 |        | Quella che non sei        | ottobre               | Alessandro Ferrari                            | Alessandro Ferrari | Paolo Campinoti                   | Federica Salfo     | Giada Perissinotto |
| 103 |        | Sempre più in alto!       | ottobre               | Selena Gomez e Maria Muzzolini                | Maria Muzzolini    | Giada Perissinotto                | Giada Perissinotto | Giada Perissinotto |
| 104 |        | Un altro mondo            | novembre              | Bruno Enna                                    | Bruno Enna         | Alberto Zanon                     | Davide Baldoni     | Giada Perissinotto |
| 104 |        | Caduta... di stile        | novembre              | Jemma McKenzie-Brown e Maria Muzzolini        | Maria Muzzolini    | Paolo Campinoti                   | Paolo Campinoti    | Giada Perissinotto |
| 105 |        | Una lettera da sogno      | dicembre              | Teresa Radice                                 | Teresa Radice      | Lucio Leoni                       | Lucio Leoni        | Giada Perissinotto |
| 105 |        | Scambio alla pari         | dicembre              | James Phelps, Oliver Phelps e Maria Muzzolini | Maria Muzzolini    | Paolo Campinoti                   | Paolo Campinoti    | Giada Perissinotto |

## 2010
| N.  | Titolo | Titolo                  | Mese di pubblicazione | Soggetto                         | Sceneggiatura      | Layout             | Clean Up           | Copertina          |
| --- | ------ | ----------------------- | --------------------- | -------------------------------- | ------------------ | ------------------ | ------------------ | ------------------ |
| 106 |        | Zodiaco                 | gennaio               | Augusto Macchetto                | Augusto Macchetto  | Giada Perissinotto | Giada Perissinotto | Giada Perissinotto |
| 106 |        | Una carriera da salvare | gennaio               | Alexandre Pato e Maria Muzzolini | Maria Muzzolini    | Lucio Leoni        | Lucio Leoni        | Giada Perissinotto |
| 107 |        | Era destino             | febbraio              | Augusto Macchetto                | Augusto Macchetto  | Giada Perissinotto | Giada Perissinotto | Giada Perissinotto |
| 107 |        | Scivolare... oh-oh!     | febbraio              | Maria Muzzolini                  | Maria Muzzolini    | Lucio Leoni        | Lucio Leoni        | Giada Perissinotto |
| 108 |        | Cuore di papà           | marzo                 | Teresa Radice                    | Teresa Radice      | Daniela Vetro      | Daniela Vetro      | Giada Perissinotto |
| 108 |        | Dispetti e scherzetti   | marzo                 | Teresa Radice                    | Teresa Radice      | Ettore Gula        | Ettore Gula        | Giada Perissinotto |
| 109 |        | Verità verde            | aprile                | Alessandro Ferrari               | Alessandro Ferrari | Lucio Leoni        | Lucio Leoni        | Giada Perissinotto |
| 109 |        | Verde speranza          | aprile                | Maria Muzzolini                  | Maria Muzzolini    | Lucio Leoni        | Lucio Leoni        | Giada Perissinotto |
| 110 |        | Mamme magiche           | maggio                | Augusto Macchetto                | Augusto Macchetto  | Alberto Zanon      | Federica Salfo     | Giada Perissinotto |
| 110 |        | La vera fortuna         | maggio                | Maria Muzzolini                  | Maria Muzzolini    | Giada Perissinotto | Giada Perissinotto | Giada Perissinotto |
| 111 |        | Gioco di squadra        | giugno                | Bruno Enna                       | Bruno Enna         | Antonello Dalena   | Manuela Razzi      | Giada Perissinotto |
| 111 |        | Brufoli di stagione     | giugno                | Maria Muzzolini                  | Maria Muzzolini    | Lucio Leoni        | Lucio Leoni        | Giada Perissinotto |
| 112 |        | Primi giorni            | luglio                | Augusto Macchetto                | Augusto Macchetto  | Daniela Vetro      | Daniela Vetro      | Giada Perissinotto |
| 112 |        | Stracotto di bagnino    | luglio                | Maria Muzzolini                  | Maria Muzzolini    | Davide Baldoni     | Davide Baldoni     | Giada Perissinotto |
| 113 |        | Il lungo bacio          | agosto                | Augusto Macchetto                | Augusto Macchetto  | Giada Perissinotto | Giada Perissinotto | Giada Perissinotto |
| 113 |        | Lingua fraintesa        | agosto                | Maria Muzzolini                  | Maria Muzzolini    | Davide Baldoni     | Davide Baldoni     | Giada Perissinotto |
| 114 |        | Ritorno a scuola        | settembre             | Teresa Radice                    | Teresa Radice      | Lucio Leoni        | Lucio Leoni        | Giada Perissinotto |
| 114 |        | Pasticcio di SMS        | settembre             | Maria Muzzolini                  | Maria Muzzolini    | Danilo Loizedda    | Danilo Loizedda    | Giada Perissinotto |
| 115 |        | Un viaggio speciale     | ottobre               | Alessandro Ferrari               | Alessandro Ferrari | Daniela Vetro      | Davide Baldoni     | Giada Perissinotto |
| 115 |        | Sorriso in casseruola   | ottobre               | Maria Muzzolini                  | Maria Muzzolini    | Danilo Loizedda    | Danilo Loizedda    | Giada Perissinotto |
| 116 |        | La giusta distanza      | novembre              | Teresa Radice                    | Teresa Radice      | Paolo Campinoti    | Federica Salfo     | Giada Perissinotto |
| 116 |        | Capelli flambé          | novembre              | Maria Muzzolini                  | Maria Muzzolini    | Daniela Vetro      | Daniela Vetro      | Giada Perissinotto |
| 117 |        | La festa più bella      | dicembre              | Augusto Macchetto                | Augusto Macchetto  | Alberto Zanon      | Danilo Loizedda    | Giada Perissinotto |
| 117 |        | Dolce riciclo           | dicembre              | Maria Muzzolini                  | Maria Muzzolini    | Lucio Leoni        | Lucio Leoni        | Giada Perissinotto |

## 2011
| N.  | Titolo | Titolo                         | Mese di pubblicazione | Soggetto           | Sceneggiatura      | Layout             | Clean Up           | Copertina          |
| --- | ------ | ------------------------------ | --------------------- | ------------------ | ------------------ | ------------------ | ------------------ | ------------------ |
| 118 |        | Tutto in un giorno             | gennaio               | Augusto Macchetto  | Augusto Macchetto  | Lucio Leoni        | Lucio Leoni        | Giada Perissinotto |
| 118 |        | Matrimonio di Susan e Dean     | gennaio               | Augusto Macchetto  | Augusto Macchetto  | Giada Perissinotto | Giada Perissinotto | Giada Perissinotto |
| 119 |        | Musica nell'aria               | febbraio              | Teresa Radice      | Teresa Radice      | Giada Perissinotto | Davide Baldoni     | Giada Perissinotto |
| 119 |        | Disastri in cucina             | febbraio              | Augusto Macchetto  | Augusto Macchetto  | Lucio Leoni        | Lucio Leoni        | Giada Perissinotto |
| 120 |        | Lady Giga                      | marzo                 | Bruno Enna         | Bruno Enna         | Antonello Dalena   | Manuela Razzi      | Giada Perissinotto |
| 120 |        | Un gufo alla finestra          | marzo                 | Augusto Macchetto  | Augusto Macchetto  | Lucio Leoni        | Lucio Leoni        | Giada Perissinotto |
| 121 |        | Dieci anni dopo                | aprile                | Augusto Macchetto  | Augusto Macchetto  | Giada Perissinotto | Davide Baldoni     | Giada Perissinotto |
| 121 |        | Armadi                         | aprile                | Augusto Macchetto  | Augusto Macchetto  | Paolo Campinoti    | Paolo Campinoti    | Giada Perissinotto |
| 122 |        | Matematicamente possibile      | maggio                | Alessandro Ferrari | Alessandro Ferrari | Alberto Zanon      | Alberto Zanon      | Giada Perissinotto |
| 122 |        | Interrogatorio in cinque mosse | maggio                | Teresa Radice      | Teresa Radice      | Lucio Leoni        | Lucio Leoni        | Giada Perissinotto |
| 123 |        | Lady Crash                     | giugno                | Augusto Macchetto  | Augusto Macchetto  | Lucio Leoni        | Lucio Leoni        | Giada Perissinotto |
| 123 |        | Tutto può succedere            | giugno                | Teresa Radice      | Teresa Radice      | Paolo Campinoti    | Paolo Campinoti    | Giada Perissinotto |
| 124 |        | Un cucciolo per amico          | luglio                | Teresa Radice      | Teresa Radice      | Paolo Campinoti    | Federica Salfo     | Giada Perissinotto |
| 124 |        | Segnali di mamme               | luglio                | Augusto Macchetto  | Augusto Macchetto  | Davide Baldoni     | Davide Baldoni     | Giada Perissinotto |
| 125 |        | L'altra metà                   | agosto                | Augusto Macchetto  | Augusto Macchetto  | Giada Perissinotto | Giada Perissinotto | Giada Perissinotto |
| 125 |        | Passeggiata con Martin         | agosto                | Alessandro Ferrari | Alessandro Ferrari | Paolo Campinoti    | Paolo Campinoti    | Giada Perissinotto |
| 126 |        | Lady Kimikal                   | settembre             | Alessandro Ferrari | Alessandro Ferrari | Lucio Leoni        | Davide Baldoni     | Giada Perissinotto |
| 126 |        | Un amore di città              | settembre             | Teresa Radice      | Teresa Radice      | Daniela Vetro      | Daniela Vetro      | Giada Perissinotto |
| 127 |        | Abbracciami                    | ottobre               | Augusto Macchetto  | Augusto Macchetto  | Alberto Zanon      | Alberto Zanon      | Paolo Campinoti    |
| 127 |        | Caro diario...                 | ottobre               | Augusto Macchetto  | Augusto Macchetto  | Paolo Campinoti    | Paolo Campinoti    | Paolo Campinoti    |
| 128 |        | Una parola sola                | novembre              | Alessandro Ferrari | Alessandro Ferrari | Giada Perissinotto | Davide Baldoni     | Giada Perissinotto |
| 128 |        | Lavoro di squadra              | novembre              | Teresa Radice      | Teresa Radice      | Federica Salfo     | Federica Salfo     | Giada Perissinotto |
| 129 |        | Lontani dal cuore              | dicembre              | Augusto Macchetto  | Augusto Macchetto  | Alberto Zanon      | Manuela Razzi      | Giada Perissinotto |
| 129 |        | Questione di fiducia           | dicembre              | Teresa Radice      | Teresa Radice      | Paolo Campinoti    | Paolo Campinoti    | Giada Perissinotto |

## 2012
| N.  | Titolo | Titolo                                  | Mese di pubblicazione | Soggetto           | Sceneggiatura      | Layout             | Clean Up           | Copertina          |
| --- | ------ | --------------------------------------- | --------------------- | ------------------ | ------------------ | ------------------ | ------------------ | ------------------ |
| 130 |        | Una nuova amica                         | gennaio               | Alessandro Ferrari | Alessandro Ferrari | Lucio Leoni        | Lucio Leoni        | Giada Perissinotto |
| 130 |        | Come affrontare una cotta               | gennaio               | Augusto Macchetto  | Augusto Macchetto  | Giada Perissinotto | Giada Perissinotto | Giada Perissinotto |
| 131 |        | La magia dei sentimenti                 | febbraio              | Augusto Macchetto  | Augusto Macchetto  | Alberto Zanon      | Giada Perissinotto | Giada Perissinotto |
| 131 |        | Come non deludere un'amica, anzi due    | febbraio              | Augusto Macchetto  | Augusto Macchetto  | Paolo Campinoti    | Paolo Campinoti    | Giada Perissinotto |
| 132 |        | Sempre insieme                          | marzo                 | Teresa Radice      | Teresa Radice      | Lucio Leoni        | Davide Baldoni     | Giada Perissinotto |
| 132 |        | Come risparmiare sulla paghetta         | marzo                 | Silvia Gianatti    | Silvia Gianatti    | Daniela Vetro      | Daniela Vetro      | Giada Perissinotto |
| 133 |        | Piccole magie                           | aprile                | Augusto Macchetto  | Augusto Macchetto  | Alberto Zanon      | Giada Perissinotto | Giada Perissinotto |
| 133 |        | Come dire una cosa difficile alla mamma | aprile                | Elena Galli        | Elena Galli        | Paolo Campinoti    | Paolo Campinoti    | Giada Perissinotto |
| 134 |        | Domani                                  | maggio                | Augusto Macchetto  | Augusto Macchetto  | Alberto Zanon      | Davide Baldoni     | Giada Perissinotto |
| 134 |        | Come prepararsi per un concerto         | maggio                | Silvia Gianatti    | Silvia Gianatti    | Giada Perissinotto | Giada Perissinotto | Giada Perissinotto |
| 135 |        | Simili nel cuore                        | giugno                | Alessandro Ferrari | Alessandro Ferrari | Giada Perissinotto | Giada Perissinotto | Giada Perissinotto |
| 135 |        | Come preparare un picnic                | giugno                | Augusto Macchetto  | Augusto Macchetto  | Daniela Vetro      | Daniela Vetro      | Giada Perissinotto |
| 136 |        | Oltre la rete                           | luglio                | Gaja Arrighini     | Gaja Arrighini     | Antonello Dalena   | Manuela Razzi      | Giada Perissinotto |
| 136 |        | Come preparare una valigia              | luglio                | Silvia Gianatti    | Silvia Gianatti    | Danilo Loizedda    | Danilo Loizedda    | Giada Perissinotto |
| 137 |        | Raccontami                              | agosto                | Silvia Gianatti    | Silvia Gianatti    | Paolo Campinoti    | Paolo Campinoti    | Giada Perissinotto |
| 137 |        | Come imparare una nuova lingua          | agosto                | Elena Galli        | Elena Galli        | Alberto Zanon      | Alberto Zanon      | Giada Perissinotto |
| 138 |        | Un mondo diverso                        | settembre             | Augusto Macchetto  | Augusto Macchetto  | Daniela Vetro      | Davide Baldoni     | Giada Perissinotto |
| 138 |        | Come studiare con piacere               | settembre             | Antonella Sgarzi   | Antonella Sgarzi   | Giada Perissinotto | Giada Perissinotto | Giada Perissinotto |
| 139 |        | Per sempre nei nostri cuori             | ottobre               | Augusto Macchetto  | Augusto Macchetto  | Alberto Zanon      | Giada Perissinotto | Giada Perissinotto |
| 139 |        | Come rimanere amiche per sempre         | ottobre               | Elena Galli        | Elena Galli        | Daniela Vetro      | Daniela Vetro      | Giada Perissinotto |

## Speciali
Gli albi con la dicitura Speciale W.I.T.C.H. sono albi aperiodici contenenti storie originali a fumetti, che approfondiscono un aspetto del mondo W.I.T.C.H. o esplorano sviluppi alternativi della storia.
| N. | Titolo                              | Mese e anno di pubblicazione | Soggetto             | Sceneggiatura                         | Disegni                                                                                | Copertina                               |
| -- | ----------------------------------- | ---------------------------- | -------------------- | ------------------------------------- | -------------------------------------------------------------------------------------- | --------------------------------------- |
| 1  | Oroscopo 2002                       | dicembre 2001                | Non contiene fumetti | Non contiene fumetti                  | Non contiene fumetti                                                                   | Daniela Vetro                           |
| 2  | Un anno prima                       | marzo/aprile 2002            | Bruno Enna           | Bruno Enna                            | Paolo Campinoti, Ettore Gula, Gianluca Panniello, Manuela Razzi e Alessia Martusciello | Daniela Vetro                           |
| 3  | Elyon - Ritorno da regina           | ottobre/novembre 2002        | Francesco Artibani   | Francesco Artibani e Gabriella Lovati | Ettore Gula, Gianluca Panniello e Giada Perissinotto                                   | Paolo Campinoti                         |
| 4  | Witch allo specchio                 | ottobre 2003                 | Non contiene fumetti | Non contiene fumetti                  | Non contiene fumetti                                                                   | Federico Bertolucci                     |
| 5  | Cornelia e Caleb                    | novembre 2003                | Maria Gärtner        | Francesco Artibani                    | Federico Bertolucci e Anna Merli                                                       | Giada Perissinotto                      |
| 6  | 5inque                              | marzo/aprile 2004            | Francesco Artibani   | Francesco Artibani                    | Ettore Gula                                                                            | Ettore Gula                             |
| 7  | Pianeta Boys                        | maggio/giugno 2004           | Silvia Gianatti      | Silvia Gianatti                       | Gianluca Panniello                                                                     | Giada Perissinotto e Gianluca Panniello |
| 8  | Orube                               | novembre/dicembre 2004       | Paola Mulazzi        | Paola Mulazzi                         | Federico Bertolucci                                                                    | Giada Perissinotto                      |
| 9  | Calendar-Mag 2005                   | dicembre 2004                | Silvia Gianatti      | Silvia Gianatti                       | Anna Merli                                                                             | Anna Merli                              |
| 10 | Mondiali 06 - Due cuori nel pallone | giugno/luglio 2006           | Silvia Gianatti      | Silvia Gianatti                       | Stefano Turconi                                                                        | Stefano Turconi                         |
| 11 | Il Natale ritrovato                 | dicembre 2006                | Augusto Macchetto    | Augusto Macchetto                     | Antonello Dalena e Danilo Loizedda                                                     | Antonello Dalena                        |
| 12 | Caleb & Elyon - Due destini         | marzo 2007                   | Paola Mulazzi        | Paola Mulazzi                         | Gianluca Panniello                                                                     | Gianluca Panniello                      |
| 13 | Look Book                           | giugno 2007                  | Silvia Gianatti      | Silvia Gianatti                       | Paolo Campinoti                                                                        | Paolo Campinoti                         |
| 14 | Notte di magia                      | novembre 2007                | Alessandro Ferrari   | Alessandro Ferrari                    | Antonello Dalena e Manuela Razzi                                                       | Federico Bertolucci                     |
| 15 | Olimpiadi 2008                      | agosto 2008                  | Teresa Radice        | Teresa Radice                         | Elisabetta Melaranci e Davide Baldoni                                                  | Giada Perissinotto                      |